# Friends (musikalbum)
Friends, album som gavs ut 10 juni 1968 av The Beach Boys. Albumet var gruppens femtonde LP och det är producerat av The Beach Boys gemensamt. 
Detta är det album där Dennis började framträda som gruppen nästfrämsta låtskrivare, och han lyckas här få med två egna låtar. 
Albumet nådde Billboard-listans 126:e plats, vilket var gruppens sämsta placering hittills.
På englandslistan nådde albumet 13:e plats.

## Låtlista
Singelplacering i Billboard inom parentes. Placering i England=UK 
1. Meant For You (Brian Wilson/Mike Love)
2. Friends (Brian Wilson/Carl Wilson/Dennis Wilson/Al Jardine) (#47, UK #25)
3. Wake the World (Brian Wilson/Al Jardine)
4. Be Here in The Morning (Brian Wilson/Carl Wilson/Dennis Wilson/Mike Love/Al Jardine)
5. When a Man Needs a Woman (Brian Wilson/Carl Wilson/Dennis Wilson/Al Jardine/Dean Parks/Steve Korthof)
6. Passing By (Brian Wilson)
7. Anna Lee, The Healer (Brian Wilson/Mike Love)
8. Little Bird (Dennis Wilson/S. Kalinich)
9. Be Still (Dennis Wilson/S. Kalinich)
10. Busy Doin' Nothin' (Brian Wilson)
11. Diamond Head (Vexcazo/Ritz/Ackley/Wilson)
12. Transcendental Meditation (Brian Wilson/Mike Love/Al Jardine)

När skivbolaget Capitol återutgav Beach Boys-katalogen 1990 parades albumet Friends ihop med albumet 20/20 på en CD. Dessutom fanns nedanstående fem bonusspår på skivan:
1. Break Away (Brian Wilson/Murry Wilson) (#63, UK #6)
2. Celebrate the News (Dennis Wilson/Gregg Jakobsen)
3. We're Together Again (Brian Wilson/R. Wilson)
4. Walk On By (Burt Bacharach/Hal David)
5. Old Folks at Home (Stephen Foster)